# Anthidium paitense
Anthidium paitense är en biart som beskrevs av Cockerell 1926. Anthidium paitense ingår i släktet ullbin, och familjen buksamlarbin. Inga underarter finns listade i Catalogue of Life.